# Gewässer in den Gailschen Tongruben
Gewässer in den Gailschen Tongruben este o arie protejată (arie specială de conservare — SAC, sit de importanță comunitară — SCI) din Germania întinsă pe o suprafață de 6,65 ha, integral pe uscat.

## Localizare
Centrul sitului Gewässer in den Gailschen Tongruben este situat la coordonatele 50°33′50″N 8°41′35″E / 50.5639°N 8.6931°E.

## Înființare
Situl Gewässer in den Gailschen Tongruben a fost declarat sit de importanță comunitară în noiembrie 2004 pentru a proteja 2 specii de animale. Situl a fost protejat și ca arie specială de conservare în martie 2008.

## Biodiversitate
Situată în ecoregiunea continentală, aria protejată conține 1 habitat natural: Lacuri eutrofice naturale cu vegetație de tip Magnopotamion sau Hydrocharition.
La baza desemnării sitului se află mai multe specii protejate de  amfibieni (2): izvoraș-cu-burta-galbenă (Bombina variegata), triton cu creastă (Triturus cristatus).
Pe lângă speciile protejate, pe teritoriul sitului au mai fost identificate 1 specie de amfibieni.